# Antiplanes antigone
Antiplanes antigone é uma espécie de gastrópode do gênero Antiplanes, pertencente a família Pseudomelatomidae.